# Сірі Вовки (сотня УПА)
Сотня «Сірі Вовки» — військовий підрозділ УПА, що входив до складу ВО-3 «Лисоня».

## Формування сотні
У листопаді 1943 року на території Чортківщини почалося формування першої повстанської сотні «Сірі вовки» під командуванням визначного повстанського командира Петра Хамчука («Бистрого»).

### Сотенний Петро Хамчук
Народився П. Хамчук 26 червня 1919 р. в с. Великі Чорнокінці (нині Чортківського району). У 1939 р. закінчив Чортківську гімназію. У 1940 р. мобілізований до Червоної армії, звідки його скерували на навчання до офіцерської школи в Маріуполі. На початку війни, перебуваючи на фронті, потрапив до німецького полону, звідки втік і повернувся додому. Від листопада 1943 р. Петро Хамчук — командир сотні «Сірі вовки». Зі ступенем старшого булавного від 1945 р. — командир 18-го Чортківського тактичного відтинка «Стрипа-ІІ», що належав до третьої воєнної округи УПА «Лисоня». У другій половині 1944 р. сотня «Бистрого» виросла до куреня. Загинув П. Хамчук у 1947 р. поблизу Коропця нині Монастириського району. Перепохований у 1994 році у своєму рідному селі Великі Чорнокінці.

## Діяльність сотні
Сотня «Сірі вовки» діяла на всьому просторі півдня Тернопільщини. Загін «Бистрого» здійснив кілька великих і доволі успішних боїв із німецькими військами. Один із найбільших боїв цієї сотні з гітлерівцями відбувся 25 червня 1944 р. біля села Затурин на Підгаєччині. Повстанців оточила в лісі велика німецька частина чисельністю близько 2 тисяч вояків, озброєна танками та мінометами. Під вмілим керівництвом «Бистрого» повстанці відбили наступ ворога і, вирвавшись оточення, відступили, не зазнавши великих втрат.
За наказом Головного військового штабу УПА 27 січня 1944 року Українська Народна Самооборона була введена до УПА і на її основі створено армійську групу УПА-Захід.

### ВО «Лисоня»
Складовою частиною УПА-Захід стала Тернопільщина. Більшість її території належала до новоствореної Третьої воєнної округи «Лисоня», формування якої почалося ще у липні 1943 р. як УНС Тернопільської області.
Головний штаб ВО «Лисоня» з проводом ОУН розміщувався у селі Бишки та інших селах на Козівщині і Бережанщині. Важливим опорним пунктом «Лисоні» була повстанська база у Тростянецькому лісі на Підгаєччині. Восени 1943 року тут були розбудовані бункери для штабів, підземний шпиталь на 60 місць, сховища для харчів, літератури і амуніції, таємні землянки-криївки для старшин і стрільців. Мав постій Головний осередок пропаганди, базувалися Провід Юнацтва ОУН, редакція журналу «Юнак», ідеологічно-політичний вишкіл із чотою пропагандистів, підстаршинський вишкіл і технічно-будівельна сотня. Запасні становища головної бази були розбудовані в селах Базниківка і Волощина. Охороняли головну базу «Лисоні» сотні, які організували Осип Безпалько і Володимир Якубовський.